# Elano
Elano Blumer (ur. 14 czerwca 1981 w Iracemápolis) – były brazylijski piłkarz występujący na pozycji ofensywnego pomocnika, a także trener.

## Kariera klubowa
Elano jest wychowankiem klubu Guarani FC. Grał w drużynie juniorów, a w 2000 roku został włączony do pierwszego składu, ale nie rozegrał w nim żadnego meczu ligowego i jeszcze w tym samym roku na krótko trafił do SC Internacional. W 2001 roku został piłkarzem Santosu FC i w jego barwach zadebiutował w lidze brazylijskiej. W Santosie od początku zaczął grać w wyjściowej jedenastce. Rok później, czyli w 2002 roku dotarł z Santosem do finału mistrzostw Brazylii. Wystąpił w obu finałowych meczach z Corinthians São Paulo (2:0, 3:2), a w drugim z nich zdobył jedną z bramek dla swojej drużyny, zdobywając pierwsze mistrzostwo Brazylii. Natomiast w 2003 roku doszedł z Santosem do finału Copa Libertadores, w którym brazylijski klub dwukrotnie uległ Boca Juniors (0:2, 1:3), a w lidze wywalczył wicemistrzostwo. W 2004 roku Elano zdobył 16 bramek w lidze, co jest jego najlepszym dorobkiem w karierze, a z Santosem po raz drugi został mistrzem kraju. Zarówno w roku 2003 jak i 2004 czasopismo El País umieściło Elano w Najlepszej Jedenastce Ameryki Południowej.
Zimą 2005 za 7,6 miliona euro Elano przeszedł do Szachtara Donieck. W ukraińskiej lidze zadebiutował 1 marca w wygranym 1:0 wyjazdowym z Ilicziwcem Mariupol, a już w następnej kolejce zdobył gola w wygranym 3:1 meczu z Wołyniem Łuck. Nie miał jednak pewnego miejsca w podstawowej jedenastce. Zdobył 4 gole i został mistrzem Ukrainy. W sezonie 2005/2006 w końcu stał się filarem pomocy Szachtara. Wystąpił w rozgrywkach grupowych Pucharu UEFA, a w lidze miał duży udział w wywalczeniu drugiego z rzędu mistrzostwa przez Szachtar. W sezonie 2006/2007 zagrał w fazie grupowej Ligi Mistrzów oraz wywalczył wicemistrzostwo Ukrainy.
2 sierpnia 2007 Elano podpisał 4-letni kontrakt z Manchesterem City. Angielski klub zapłacił za niego 8 milionów funtów. W nowym zespole zadebiutował 11 sierpnia w spotkaniu z West Ham United. Pierwszą bramkę zdobył natomiast 29 września w meczu z Newcastle United. Swój debiutancki sezon w Manchesterze City zakończył z 34 występami w Premier League oraz ośmioma strzelonymi bramkami.
30 lipca 2009 roku podpisał kontrakt z Galatasaray SK. Elano kosztował ok. 9,5 mln euro. W 2011 roku powrócił do Santosu, z którym zdobył Copa Libertadores. W 2012 roku podpisał kontrakt z Grêmio, skąd w 2013 roku został wypożyczony na rok do CR Flamengo. 
19 września 2014 roku podpisał kontrakt z indyjskim Chennaiyin FC. W styczniu 2015 roku po raz trzeci podpisał kontrakt z Santosem. W lipcu tego też roku udał się na półroczne wypożyczenie i ponownie wystąpił w barwach Chennayiyn. Podczas wypożyczenia Elano zdobył tytuł mistrza Indii, oraz zdobywając łącznie 4 bramki został również królem strzelców rozgrywek.
Swój ostatni mecz w barwach Santosu rozegrał 11 grudnia 2016 roku.  
| Sezon   | Klub             | Kraj     | Rozgrywki             | Mecze | Bramki |
| ------- | ---------------- | -------- | --------------------- | ----- | ------ |
| 2000    | Guarani FC       | Brazylia | Campeonato Brasileiro | 0     | 0      |
| 2000    | SC Internacional | Brazylia | Campeonato Brasileiro | 0     | 0      |
| 2001    | Santos FC        | Brazylia | Campeonato Brasileiro | 25    | 2      |
| 2002    | Santos FC        | Brazylia | Campeonato Brasileiro | 24    | 8      |
| 2003    | Santos FC        | Brazylia | Campeonato Brasileiro | 39    | 8      |
| 2004    | Santos FC        | Brazylia | Campeonato Brasileiro | 41    | 16     |
| 2004/05 | Szachtar Donieck | Ukraina  | Wyszcza Liha          | 13    | 4      |
| 2005/06 | Szachtar Donieck | Ukraina  | Wyszcza Liha          | 24    | 5      |
| 2006/07 | Szachtar Donieck | Ukraina  | Wyszcza Liha          | 11    | 5      |
| 2007/08 | Manchester City  | Anglia   | Premiership           | 34    | 8      |
| 2008/09 | Manchester City  | Anglia   | Premiership           | 28    | 6      |
| 2009/10 | Galatasaray SK   | Turcja   | Süper Lig             | 2     |        |
| 2010/11 | Galatasaray SK   | Turcja   | Süper Lig             | 8     | 0      |
| 2011    | Santos FC        | Brazylia | Campeonato Brasileiro | 12    | 1      |
| 2012    | Santos FC        | Brazylia | Campeonato Brasileiro | 3     | 0      |
| 2012    | Grêmio           | Brazylia | Campeonato Brasileiro | 25    | 7      |
| 2013    | Grêmio           | Brazylia | Campeonato Brasileiro | 22    | 3      |
| 2014    | CR Flamengo      | Brazylia | Campeonato Brasileiro | 4     | 0      |
| 2013/14 | Chennaiyin FC    | Indie    | I-League              | 11    | 8      |
| 2015    | Santos FC        | Brazylia | Campeonato Brasileiro | 5     | 0      |
| 2014/15 | Chennaiyin FC    | Indie    | I-League              | 15    | 4      |
| 2016    | Santos FC        | Brazylia | Campeonato Brasileiro | 7     | 0      |
|         |                  |          |                       | 393   | 88     |

## Kariera reprezentacyjna
W reprezentacji Brazylii Elano zadebiutował 13 października 2004 w zremisowanym 0:0 meczu z Kolumbią, rozegranym w ramach eliminacji do Mistrzostw Świata w Niemczech za selekcjonerskiej kadencji Carlosa Alberto Parreiry. Na sam turniej Elano nie pojechał, a miejsce w kadrze wywalczył, dopiero gdy selekcjonerem został Dunga. 2 września w wygranym 3:0 meczu z Argentyną zdobył 2 gole dla zespołu "Canarinhos". W 2007 roku triumfował w Copa América. W finale Brazylijczycy pokonali Argentynę 3:0 a sam Elano z powodu kontuzji (po starciu z Estebanem Cambiasso) musiał opuścić boisko już w 34. minucie finałowego starcia.
W 2009 roku Elano znalazł się w składzie reprezentacji Brazylii na Puchar Konfederacji. Piłkarz wystąpił w pierwszym meczu turnieju przeciwko reprezentacji Egiptu (4:3), w którym zaliczył dwie asysty, oraz w wygranym przeciwko reprezentacji USA finale (3:2). Zwycięskiego gola w 84 minucie spotkania zdobył Lúcio, a Elano asystował tej bramce. 
W 2010 roku został powołany na Mistrzostwa świata w RPA. W pierwszym meczu przeciwko reprezentacji Korei Północnej (2:1) zdobył gola oraz asystował przy bramce Maicona. W drugim meczu fazy grupowej przeciwko reprezentacji Wybrzeża Kości Słoniowej (3:1) piłkarz strzelił kolejną bramkę. W wyniku kontuzji został w 67 minucie meczu zmieniony przez Daniego Alvesa i nie zagrał już do końca turnieju, w którym Brazylia odpadła w ćwierćfinale z reprezentacją Holandii (1:2).
Elano wystąpił także na Copa América w roku 2011, gdzie 17 lipca rozegrał swój ostatni mecz w reprezentacji Brazylii. Był to przegrany po konkursie rzutów karnych mecz ćwierćfinałowy z reprezentacją Paragwaju, w którym to Elano nie wykorzystał rzutu karnego.

## Kariera trenerska
Elano bezpośrednio po zakończeniu kariery dołączył do sztabu szkoleniowego Santosu jako asystent trenera. 30 października 2017 roku został tymczasowym trenerem klubu. Pełniąc tę funkcję do końca roku poprowadził Santos łącznie w 7 spotkaniach.
Brazylijczyk obejmował stanowisko samodzielnego trenera w klubach takich jak AA Internacional, Figueriense oraz Náutico. Ostatnim klubem jaki objął dotychczas Elano, była Ferroviária, z którą współpracę zakończył w czerwcu 2023 roku.

## Życie prywatne
Żonaty z Alexandrą, ma dwie córki. Podczas separacji w 2011 roku odbył romans z brazylijską aktorką, Níveą Stelmann.
Posiada także obywatelstwo włoskie. Jest katolikiem. 
Po finale Indian Super League w 2015 roku Elano został aresztowany za rzekomą fizyczną napaść na współwłaściciela FC Goa. Sprawa została skierowana do komisji dyscyplinarnej ISL.

## Sukcesy

### Santos FC
- Mistrzostwo Brazylii: 2002, 2004
- Copa Libertadores: 2011

### Szachtar Donieck
- Mistrzostwo Ukrainy: 2004/2005, 2005/2006
- Superpuchar Ukrainy: 2005/2006

### Chennayiyn FC
- Mistrzostwo Indii: 2014/15
- Król strzelców I-League: 2014/15

### Reprezentacja Brazylii
- Copa América: 2007
- Puchar Konfederacji: 2009